# Niolamia
Niolamia è un genere di tartaruga gigante cornuta dell'Eocene, ritrovata nella formazione Gran Barranca, Argentina.
Niolamia argentina appartiene a uno straordinario gruppo di tartarughe cornute estinte conosciute come meiolanidi i cui resti fossili provengono prevalentemente dall'Australia e dalle isole circostanti. Questo suggerisce che gli antenati di Niolamia, come quelli del monotremo Monotrematum, raggiunsero il Sud America dall'Australia attraversando un'Antartica libera dai ghiacci durante il periodo Cretaceo. I Meiolanidi sono sopravvissuti fino a 3,000 anni fa in luoghi come la Nuova Caledonia, ma Niolamia è il membro sudamericano geologicamente più giovane di questo gruppo. I suoi resti sono stati ritrovati in siti vicini a Gran Barranca che sono dello stesso periodo.

## Informazioni base

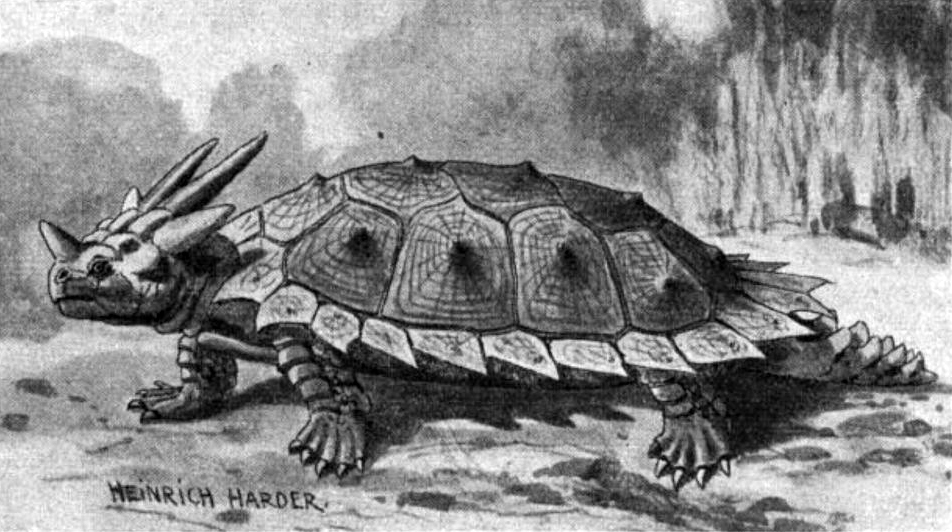
Ricostruzione storica di Niolamia, disegnata da Heinrich Harder in Tierwanderungen in der Urwelt (1914)

Dimensioni: Niolamia era delle dimensioni di una testuggine gigante. Lunghezza del carapace: circa 4 ft (1.2 m).
Caratteristiche ecologiche: terrestre ed erbivora.
Relazioni evolutive: Meiolaniformes, un ramo dell'albero evolutivo delle tartarughe separato dai due gruppi principali delle tartarughe moderne.
Significato del nome: Niolamia è un anagramma di Meiolania (tranne la "e"), un'altra tartaruga estinta; il suo epiteto specifico si riferisce al paese dell'Argentina.